# Mel Renfro
Melvin Lacy Renfro, detto Mel (Houston, 30 dicembre 1941), è un ex giocatore di football americano statunitense che ha giocato nel ruolo di cornerback per tutta la carriera con i Dallas Cowboys della National Football League (NFL). Al college ha giocato a football all’Università dell'Oregon. È stato inserito nella Pro Football Hall of Fame nel 1996.

## Carriera professionistica

### Dallas Cowboys
Renfro fu scelto dai Dallas Cowboys nel corso del secondo giro del Draft NFL 1964. Malgrado un'ottima carriera come running back al college, l'allenatore Tom Landry preferì schierarlo in difesa come safety. Nella sua stagione da rookie guidò la squadra con 7 intercetti e tutta la lega in yard guadagnate sia su ritorni da punt che da kickoff, venendo convocato per il Pro Bowl. La sua media di 30 yard per ritorno di kickoff stagionali permangono un record di franchigia.
Nel 1966, malgrado Renfro venisse da una stagione in cui era stato inserito nella formazione ideale della stagione All-Pro come safety, i Cowboys decisero di nominarlo loro halfback titolare per cercare di migliorare il proprio attacco. Si infortunò nella gara di apertura contro i New York Giants venendo sostituito dai Dan Reeves, che fu così efficace che al suo ritorno in campo, Renfro tornò nella posizione di safety, dove fu ancora una volta nominato All-Pro.
Nel corso della sua quinta stagione venne spostato nel ruolo di cornerback. Il velocissimo Renfro divenne una costante minaccia per i ricevitori avversari, guidando la lega con 10 intercetti nel 1969. Renfro fu convocato per il Pro Bowl in ognuna delle sue prime dieci stagioni nella lega, venendo nominato MVP del Pro Bowl nel 1970.
In 14 stagioni da professionista, Renfro intercettò 52 passaggi (tuttora record di franchigia dei Cowboys), ritornandoli per 626 yard e 3 touchdown, oltre a recuperare 13 fumble ritornati per 44 yard. Nella finale della NFC del 1970, Renfro fece registrare un intercetto chiave per i Cowboys che portò al touchdown della vittoria sui San Francisco 49ers, qualificandosi per il Super Bowl V, dove persero coi Baltimore Colts. In seguito giocò i Super Bowl VI, X e XII, ritirandosi dopo la vittoria di quest'ultimo contro i Denver Broncos.

## Palmarès
- (2) Vincitore del Super Bowl (VI, XII)
- (5) All-Pro (1964, 1965, 1969, 1971, 1973)
- (10) Pro Bowl (1964, 1965, 1966, 1967, 1968, 1969, 1970, 1971, 1972, 1973)
- Pro Bowl MVP (1970)
- Leader della NFL in intercetti (1969)
- Dallas Cowboys Ring of Honor
- Pro Football Hall of Fame (classe del 1996)
- College Football Hall of Fame

## Statistiche
| Intercetti        | 52 |
| Touchdown         | 3  |
| Fumble recuperati | 13 |